# François Bougoüin
Marie François Louis Bougoüin, né le 1er mars 1846 et mort en avril 1933, est un architecte français du XIXe siècle, élève de Viollet-le Duc et auteur de nombreuses villas balnéaires au Pouliguen et à La Baule.

## Biographie
Issu en 1866 de l’École des Beaux-Arts de Paris, il réalise notamment des ouvrages dans la région nantaise, comme l'église Notre-Dame-de-l'Assomption d'Aigrefeuille-sur-Maine, l'église Saint-Léger d'Orvault ou l'église Notre-Dame-de-Toutes-Aides à Nantes, et aussi des restaurations de bâtiments historiques comme la chapelle de l'Immaculée-Conception à Nantes dont il redessine la façade dans le style néogothique, ou encore l'hôtel Lelasseur à Nantes également, ainsi que le réaménagement du château de Pornic, ou aussi l'église de Sainte-Cécile. 
Il dessine en 1873 la villa Saint-Kiriec à La Baule-Escoublac, qui est rénovée en 1938 par Paul-Henri Datessen.
Il réalise en 1881 la villa Ker Maria au Pouliguen et, en 1900, la villa Ker Loïc à Mesquer. Il construit de nombreuses villas bauloises dont :
- Alphonse Pierre (vers 1900[6]) ;
- L'Armorique (vers 1890[7]) ;
- Bagatelle (vers 1900[8]) ;
- Castellina (1898[9]) ;
- Gwel Armor (vers 1900[10]) ;
- Janot Margot (vers 1900[11]) ;
- Ker Antony (vers 1900[12]) ;
- Keraude (vers 1900[13]) ;
- Ker Lucile (vers 1900[14]) ;
- Key Owl (vers 1900[15]) ;
- La Korrigane (vers 1890[16]) ;
- Les Lutins (vers 1890[17]) ;
- La Maronnière (1900[18]) ;
- Petit Manoir[19] ;
- Les Rigados (vers 1900[20]) ;
- Saint-Hubert (vers 1900[21]) ;
- Thérèse[22] ;
- Théresina[23] ;
- La Vague[24].

Au Pouliguen, il est à l’origine de 27 villas dont en particulier :
- Aroak (en 1903[26]) ;
- Cantilène (vers 1890[27]) ;
- Les Courlis (en 1887[28]) ;
- Ker An Den (vers 1910, avec son fils Paul[29]) ;
- Ker Avel (vers 1900[30]) ;
- Ker Henry (vers 1880[31]) ;
- Ker Impair (en 1873[32]) ;
- Ker Joseph (vers 1882[33]) ;
- Ker Michel (vers 1890[34]) ;
- Myriam (vers 1900[35]) ;
- Pen Ar Mor (à la fin du XIXe siècle[36]) ;
- Stella Maris (en 1898[37]) ;
- Les Tilleuls (en 1892[38]) ;
- Les Troves (vers 1875[39]).

Il transforme vers 1900 le fort de Pierre-Longue, érigé au Croisic vers 1865.
Il est également l'auteur, vers 1905, du manoir dit de Saint-Goustan dans cette même localité.
En 1909, il conçoit le Grand Hôtel de La Baule-Escoublac, et, au début des années 1910 il dessine les plans du grand séminaire Saint-Jean de Nantes. 
En 1931, il dessine les plans de l’église Notre-Dame de La Baule-Escoublac, achevée en 1935,.
Honoré par le Saint-Siège, il est fait chevalier dans l'ordre de Saint-Grégoire-le-Grand.
Marié à Marie Naudin, il est le père de Joseph Bougoüin et Paul Bougoüin, également architectes.

## Distinctions
- Chevalier de l'ordre de Saint-Grégoire-le-Grand